# Gideon (Automarke)
Gideon war eine dänische Automarke.

## Unternehmensgeschichte
Das Unternehmen Kramper & Jørgensen aus Horsens begann 1913 mit der Produktion von Automobilen und Lastkraftwagen. 1920 wurde die Produktion nach 129 hergestellten Exemplaren eingestellt.

## Fahrzeuge
Das einzige Pkw-Modell war der 9,7 HP. Er war mit einem Vierzylindermotor mit seitlichen Ventilen und einer Magnetzündung von Bosch ausgestattet.